# Mosty u Jablunkova

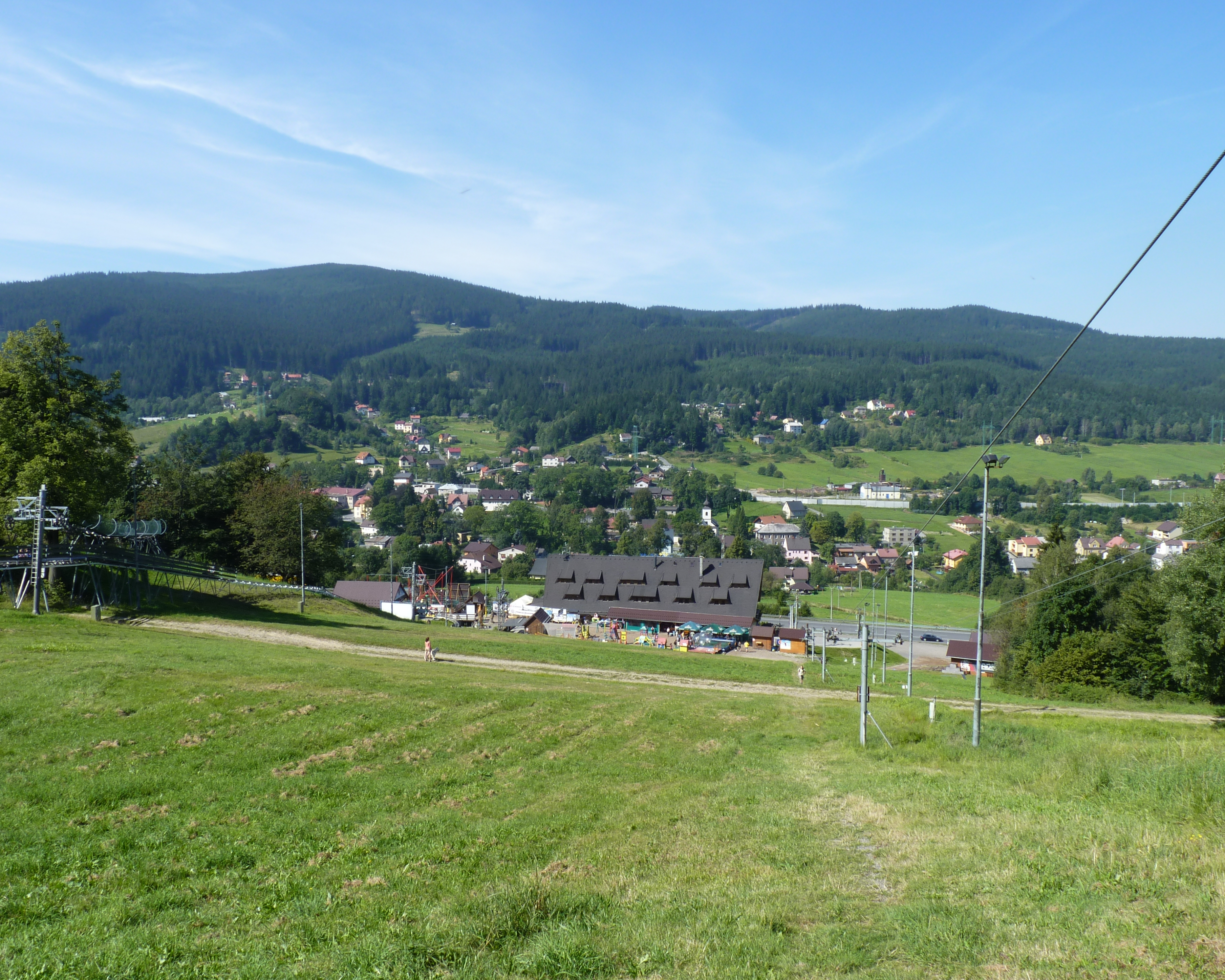
Mosty u Jablunkova (2011)

Mosty u Jablunkova (polnisch Mosty koło Jabłonkowa, deutsch Mosty bei Jablunkau) ist eine Gemeinde mit 4004 Einwohnern im Nordosten Tschechiens. Sie liegt westlich des Dreiländerecks zu Polen und der Slowakei im Jablunkauer Bergland. Der sechs Kilometer südlich von Jablunkov gelegene Ort gehört zum Okres Frýdek-Místek. Die Katasterfläche beträgt 3396 ha.

## Geographie
Mosty erstreckt sich in 490 m ü. M. in Nord-Süd-Richtung im Tal der Ošetnice, eines Zuflusses der Lomná. Durch den Ort führt die Europastraße 75/Staatsstraße 11 zwischen Jablunkov und Čadca.
Mosty besitzt zwei Straßengrenzübergänge in die Slowakei, neben dem Transitübergang Mosty u Jablunkova/Svrčinovec befindet sich westlich noch der kleinere Übergang Šance/Milošová über den Jablunkapass. Mosty liegt an der internationalen Eisenbahnverbindung Žilina–Bohumín.
Östlich erhebt sich der 839 m hohe Gírová, westlich die Malá Skalka (797 m) und die Skalka (931 m) sowie im Nordosten am Olsatal der Zelená hora (604 m).
Nachbarorte sind Bocanovice, Městská Lomná, Jablunkov und Lísky im Norden, Písek im Nordosten, Svrčinovec im Südosten, sowie Dolní Lomná im Westen.

## Geschichte
Die erste urkundliche Erwähnung des Ortes stammt von 1578. In dieser Zeit entstanden wegen der Türkeninvasion in Ungarn am Jablunkapass zwei Befestigungsanlagen zum Schutz der wichtigen Verbindungsstraße zwischen Schlesien und Ungarn.
1869 erfolgte der Bau der Kaschau-Oderberger Bahn zwischen Schlesien und Ungarn, die durch Mosty führte. Den Jablunkapass unterquert ein 600 m langer Tunnel.
Im Herbst 1938 besetzte Polen das Olsagebiet, wodurch der strategisch wichtige Tunnel unter polnische Kontrolle kam. Im Vorfeld des Überfalls auf Polen hat ein deutsches Kommandounternehmen zur Besetzung des Jablunkapasses schon am 26. August 1939 die Wachposten von Tunnel und Bahnhof, unter Missachtung der Haager Landkriegsordnung, angegriffen. Die Mission schlug fehl, die deutschen Kommandosoldaten konnten keines ihrer Ziele erreichen und mussten sich wieder über die Grenze zurückziehen.

## Tourismus
Mosty ist ein bekanntes Wintersportzentrum. Seit 2004 gibt es neben den Skiliften eine 650 m lange schienengebundene Sommerrodelbahn (Alpine Coaster), die die erste Anlage dieser Art in Tschechien war.

## Gemeindegliederung
Für Mosty u Jablunkov sind keine Ortsteile ausgewiesen. Zur Gemeinde gehören mehrere Weiler und Einschichten, darunter Šance (Jablunkauer Schanzen).

## Sehenswürdigkeiten
- Jablunkauer Schanzen
- Kirche St. Hedwig, 1768 erbaut
- Kapelle St. Peter und Paul in Šance